# Formica pacifica
Formica pacifica é uma espécie de formiga do gênero Formica, pertencente à subfamília Formicinae.